# Alexandre Falguière
Jean-Alexandre-Joseph Falguière, més conegut com a Alexandre Falguière (Tolosa de Llenguadoc, 7 de setembre de 1831 - París, 19 d'abril de 1900), fou un escultor francès d'estil acadèmic i un pintor de quadres classificats dins del realisme.

## Biografia

### Inicis
Alumne de François Jouffroy i de l'École des Beaux-Arts de París. Després d'aquest període de formació, s'estableix a la capital de França com a artista independent. Durant aquests anys va entaular amistat amb Olin Levi Warner i Marius Jean Mercier.
En 1859 Falguière és guardonat junt a Louis-Léon Cugnot amb el primer gran Premi de Roma d'escultura, amb un relleu titulat Mezenci ferit, salvat per l'audàcia del seu fill Lausus, obra basada en un fragment de li Eneida de Virgili. Aquest premi li va permetre romandre becat en la Vila Médicis de Roma durant tres anys. La influència de les escultures de l'antiguitat clàssica i del Renaixement li van impulsar cap al realisme.
Amb 33 anys inicia la seva participació en els Salons de París, amb l'obra el Vencedor en la baralla de galls (1864). Aquesta és la seva primera estàtua en bronze d'importància. En la cerimònia de lliurament de premis va ser lloada la gran vitalitat de la representació naturalista.
Quatre anys més tard, va ser guardonat amb la medalla d'honor en el Saló de París (1868), per l'obra que representa al màrtir cristià Tarsici al moment de ser lapidat pels pagans. Aquesta obra titulada Tarsici, el nen màrtir cristià havia estat realitzada l'any anterior (1867). Tots dos bronzes van ser exhibits en el Museu de Luxemburg i es conserven actualment en el Museu d'Orsay.

### La pintura
A partir de 1873 Falguière també es va dedicar cada vegada més a la pintura, prenent com a tema central retrats i paisatges. Falguière va ser influït en aquesta disciplina per Jean Jacques Henner, centrant-se en l'anàlisi de la llum i l'ombra.
En comparació a l'escultura, la seva pintura és un poc inferior en mèrit. Mostra un fi sentit del color i del to, sumat a la vitalitat i el vigor que li infon al seu treball plàstic.
Entre les pintures destaquen els Lluitadors (1875) i Fan i Daga (1882) que es trobaven en el Museu de Luxemburg; altres quadres d'importància són la Decapitació de Sant Joan Baptista (1877), L'Esfinx (1883), Acis i Galatea (1885) i La dona anciana i el nen (1886)

### Període de maduresa en l'escultura

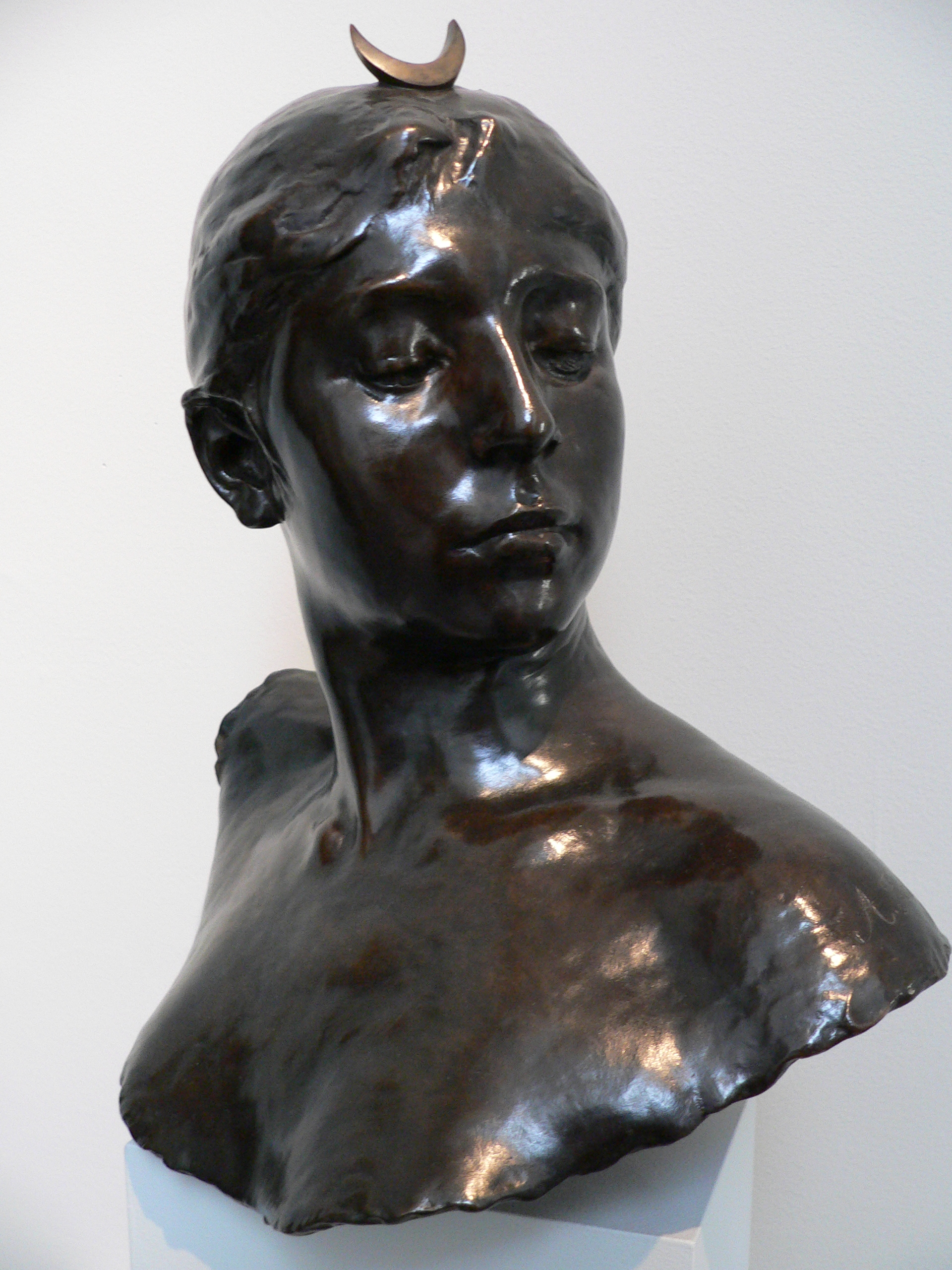
Diana, 1882, bronze a l'Iris & B. Gerald Cantor Center for Visual Arts, Estats Units.

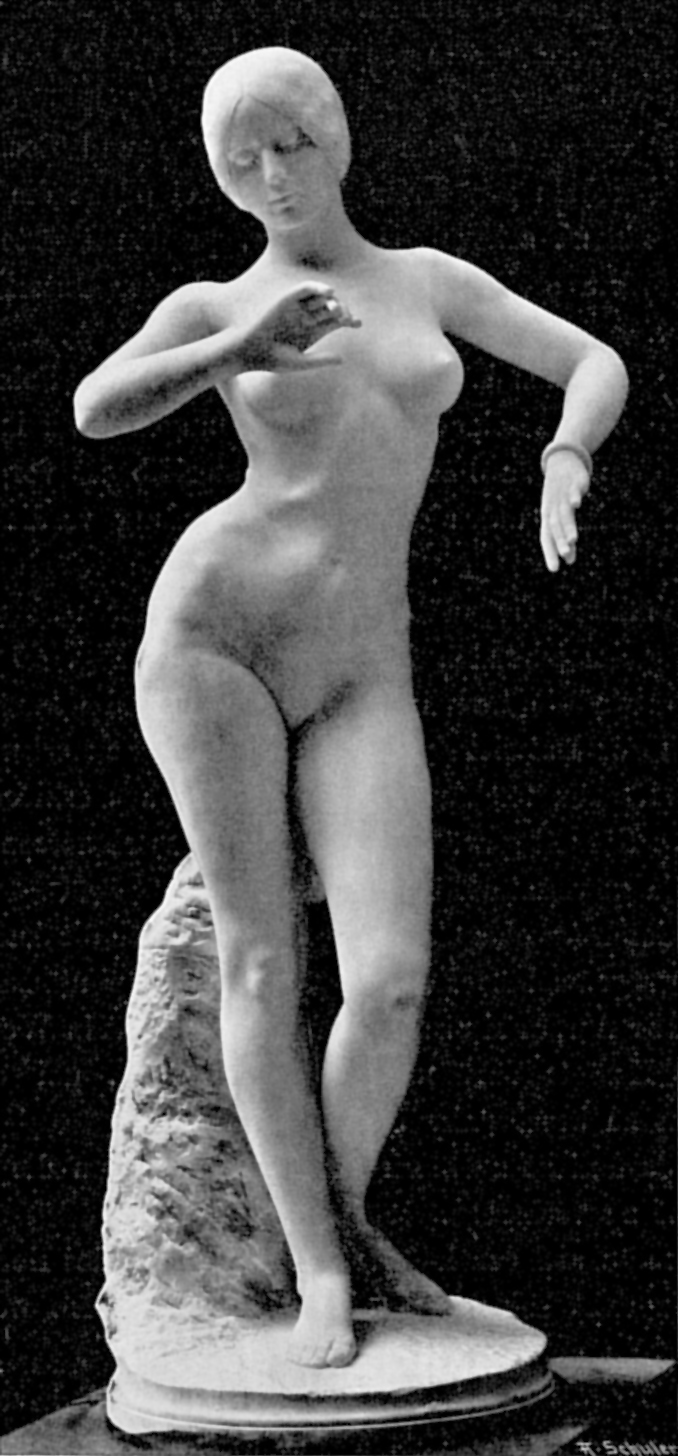
Ballarina.

Falguière va ser influït per Jean-Baptiste Carpeaux, del que va prendre el seu naturalisme. Cap a 1870 va fer la seva pròpia evolució artística arribant a un estil més personal. Rep diversos contractes públics, un per a l'Òpera Garnier (1869) seguit per un altre pel Théâtre français (1872) de París.
A partir d'aquest moment es dedicarà a satisfer diferents encàrrecs públics, com a monuments o estàtues commemoratives i alegóriques.
Per a Tolosa de Llenguadoc, la seva ciutat natal, Falguière va crear una representació alegórica de Suïssa en 1875, pel seu suport armat. Per a la ciutat de Mâcon, una estàtua de Alphonse de Lamartine (1876-1878).
Va ser nomenat oficial de la Legió d'Honor en 1878.
En 1879 realitza una estàtua de Sant Vicent de Paul i en 1880 una d'Eva que es troba entre les obres més notables de l'escultor.
En 1882 va ser nomenat professor de l'Escola de Belles Arts i membre electe de l'Institut de França (Acadèmia de Belles Arts). Alguns alumnes famosos de Falguière van ser Antonin Mercié, Laurent Marqueste, Eugène Benet, Gaston Schnegg,
Ernest Henri Dubois, Antoine Bourdelle, Henri Alfred Auguste Dubois, Achille Jacopin, Francis Edwin Elwell, Auguste Seysses i Maurice Bouval.
Els seus monuments més importants són els de l'Almirall Courbet (1890) en Abbeville i la famosa Joana d'Arc. Entre els treballs més notables estan Diana (1882 i 1891), Juno i El Gall dindi, i El poeta, a cavall de Pegàs estenent les ales per al vol. Va esculpir La ballarina basant-se en Cléo de Mérode que avui es troba en el Museu de Orsay.
El seu Triomf de la República (1881-1886), una gran cuadriga per a l'Arc de Triomf, París, és una de les seves obres més sorprenents, en estar plena de vitalitat.
A aquestes obres cal afegir els seus monuments al Cardenal Lavigerie i el del General de la Fayette (a Washington, DC), així com la de Honoré de Balzac, que realitza per la Société des Gens de Lettres després de ser rebutjada l'executada per Auguste Rodin, i els busts de Carolus-Duran i Ernest Alexandre Vaig honorar Coquelin (1896). Entre 1887 i 1890 va treballar en l'escultura del mariscal Antonio José de Sucre que es troba a la plaça de Santo Domingo, de la ciutat de Quito.
L'abril del 1900, es trobava a la ciutat de Nimes, per a la instal·lació del seu monument a Alphonse Daudet. Ja estava afeblit per la malaltia i va morir unes hores després del seu precipitat retorn a París. Va ser soterrat al cementiri del Père-Lachaise, on està el monument commemoratiu realitzat pel seu alumne Laurent Marqueste. Tenia 68 anys..

## Obres

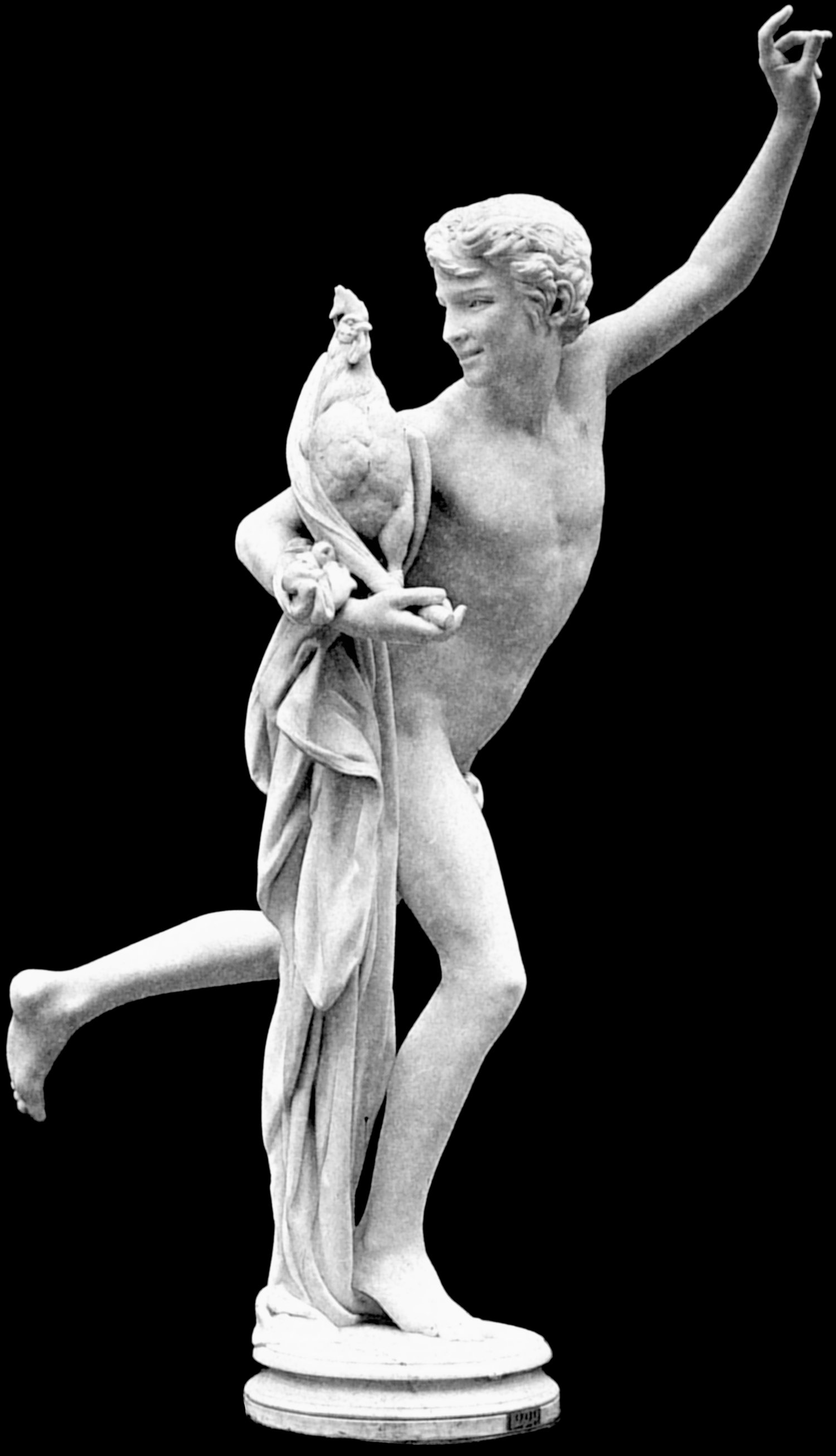
Victoria en la baralla de galls de Falguière, gravat en llibre de 1900, amb les cortines afegides.

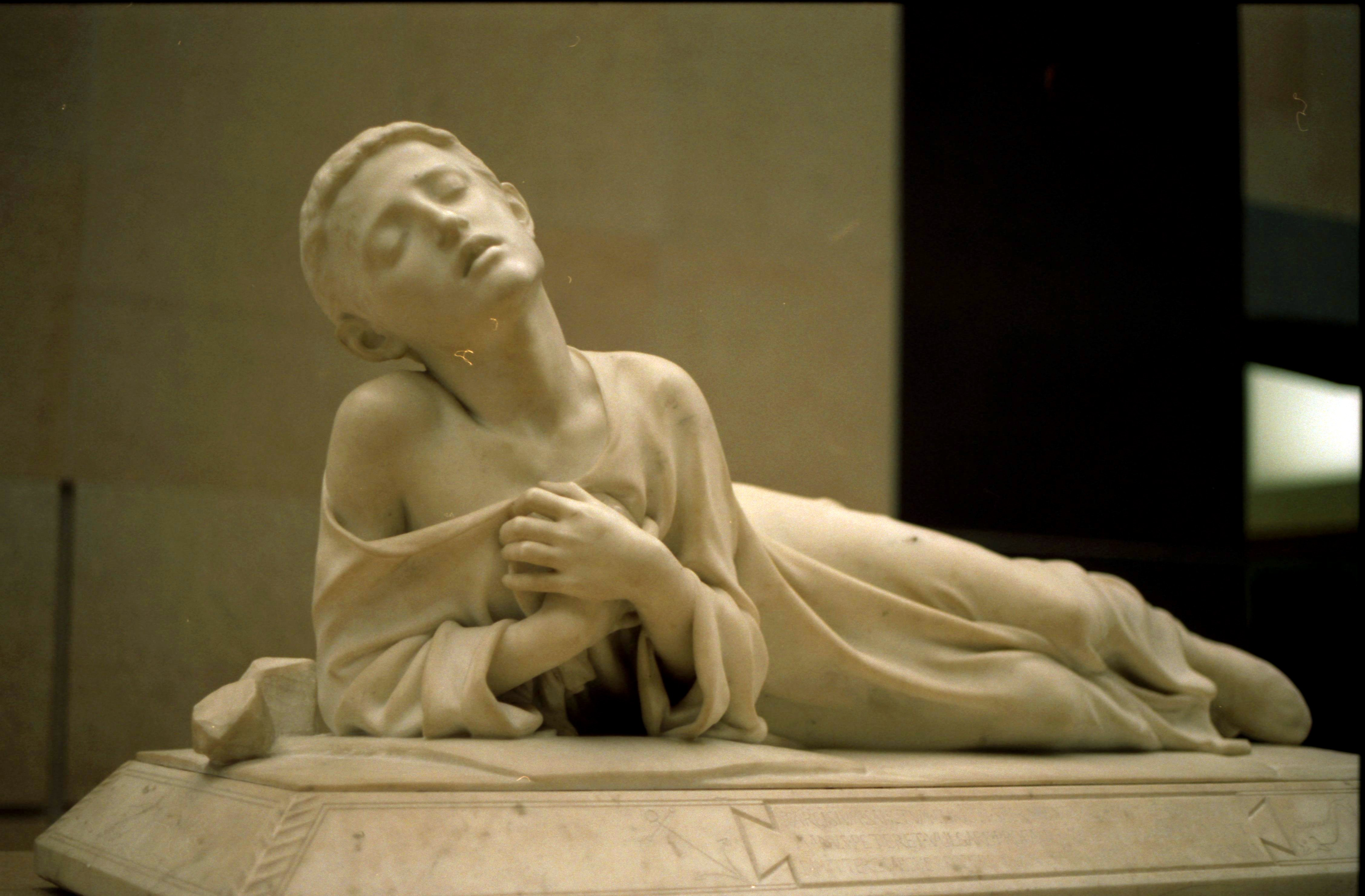
Tarsici, màrtir cristià, 1868, Museu d'Orsay.

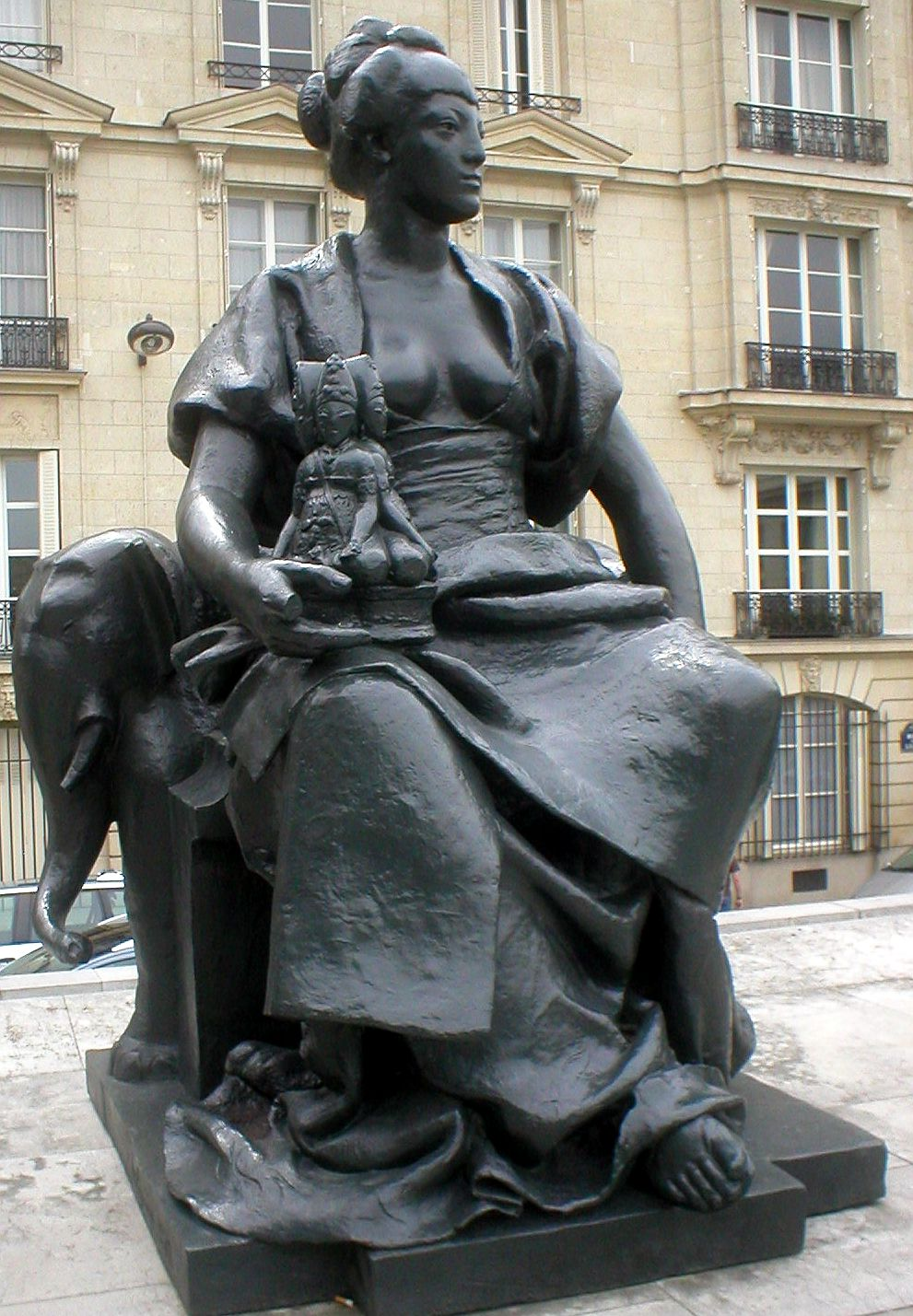
Àsia (1878), Museu d'Orsay.

### Escultures
(Ordenades per ordre cronològic)
- Mezenci ferit, salvat per l'audàcia del seu fill Lausus (Mézence blessé, préservé parell l'intrépidité de so fils Lausus) (1859), guix. El tema proposat als estudiants per al concurs es va titular així: "Enees va llançar la seva javelina, la duresa del cop travessà per complet l'espessor de l'escut de Mezenci, li fereix a l'altura de l'engonal i es deté per la feblesa per penetrar més enllà. Immediatament Enees, encantat de veure la sang del Tirrè, agafa l'espasa i es regira amb fúria aprofitant la feblesa del seu enemic. En veure el perill que corre el seu pare, al que estimava tendrament, Lausus crida de dolor i les llàgrimes brollen dels seus ulls. Mezenci incapacitat per al combat, deixa les seves armes, retrocedeix i es desembarassa de l'escut de la mortal picada ; Lausus s'abalança i es fica entre els dos rivals i encara que Enees aixeca el braç per assestar el cop mortal, la seva espasa és detinguda per Lausus, desviant la seva atenció i desviant la seva fúria. Els companys de Lausus lloen en veu alta al generós fill, que proporciona una retirada al seu pare protegint-ho a l'abric dels seus escuts. Al mateix temps, llancen les seves javelines. (Virgili, Eneida, Llibre X)[3]
- Guanyador en la baralla de galls, (Vainqueur au combat de coqs) (1864), estàtua de bronze, a París, Museu d'Orsay; i a Tolosa de Llenguadoc, Museu dels Agustins de Tolosa[4]
- Tarsici, màrtir cristià (Tarcisius, martyr chrétien), realitzat en 1867 i presentat en el saló de 1868. Estàtua, marbre. París, Museu d'Orsay.[5]
- Al·legoria del Drama per a la Nova Òpera de París (Palu Garnier) (1869)
- Pierre Corneille pel Théâtre français (1872)
- Ballarí egipci (1873)
- Jean-Baptiste de La Salle (1875), estàtua de bronze, Rouen, Plaça de Saint-Clément
- Representació al·legòrica de Suïssa, en suport de l'exèrcit francès (1875), Tolosa de Llenguadoc
- Monument a Alphonse de Lamartine (1876-1878) en Mâcon
- Àsia (1878), estàtua, fosa en ferro, París, davant del Museu d'Orsay: Exposició Universal de París de 1878, una de les sis escultures de la sèrie Els sis Continents
- Font Sainte-Marie (1879), pedra, Rouen
- Sant Vicent de Paul, estàtua (1879)
- Eva, estàtua (1880); es troba entre les obres més notables de l'escultor.
- Diana (1882)
- Triomf de la República (1881-1886), una gran quadriga per a l'Arc de Triomf,
- Escultura del mariscal Sucre (1887-1890), a Quito.[2]
- Monument a l'Almirall Courbet (1890) en Abbeville
- Diana (1891)
- Carolus-Duran i Ernest Alexandre Honoré Coquelin, busts (1896)
- Ballarina, basada en Cléo de Mérode (c. 1896). El prendre com a model a una persona contemporània va suposar un autèntic escàndol. Gauguin va declarar el 15 de març de 1895: "Podem fer modelats perfectes a partir del natural; un moldeador hàbil li farà així una estàtua de Falguière quan vostè vulgui!". Cap a 1896, model en motlle de guix de grandària natural, Museu d'Orsay.[6]
- Monument a Pasteur (1900), grup monumental de marbre, asseguts al voltant de Pasteur, la mort, persones, bovins, ovins. Realitzat per subscripció pública, Falguière no va poder completar el monument abans de la seva mort. Van ser els seus col·laboradors Victor Peter i Louis Dubois, els qui ho van finalitzar. Instal·lat el 1908 al centre de la Plaça de Breteuil en el 7è districte de París.
- Monument a Alphonse Daudet (1900)
- Honoré de Balzac (1902), pedra, situat en la cruïlla de la rue Balzac i l'Avinguda de Friedland, a la plaça de Georges Guillaumin de París. Realitzat per la Société des Gens de Lettres, després de ser rebutjada l'executada per Auguste Rodin,

Sense data d'execució:
- Monument a Joana d'Arc
- Juno i el gall dindi
- El poeta, a cavall de Pegàs estenent les ales per al vol
- Monument al Cardenal Lavigerie
- Monument al General de la Fayette (a Washington, DC)
- Eescultura en record a Lucio Vicente López sobre un sarcòfag de marbre en el cementiri de la Recoleta de Buenos Aires. En memòria a l'escriptor argentí, que va morir als 46 anys en un duel[7]
- Escultura d'una mare amb el seu fill, al costat del Temple de Zeus Olímpic, a Atenes, Grècia. A partir d'un disseny de Chapu.

### Pintures
- Lluitadors (1875)
- Fan i Daga (1882); representa una desafiadora dona espanyola; es trobaven en el Museu de Luxemburg,
- Decapitació de Sant Joan Baptista (1877)
- L'Esfinx (1883)
- Acis i Galatea (1885)
- La dona anciana i el nen (1886)
- A la Casa Bull-Slaughter